# سی - ۱۲: مقاومت نهایی (بازی)
سی - ۱۲: مقاومت نهایی یا سی - ۱۲ (کربن-۱۲) به (انگلیسی: Final Resistance) یک بازی ویدئویی در سبک تیراندازی سوم شخص است، که توسط کمپانی SCE کمبریج برای کنسول بازی پلی استیشن توسعه و انتشار یافته‌است.
این بازی اولین بار در ششم آوریل سال ۲۰۰۱ میلادی برای اروپا و سپس در بیست و دوم ژوئیه سال ۲۰۰۲ میلادی برای آمریکای شمالی منتشر شد، همچین در یک بسته دوتایی همراه با بازی مدی‌ویل (MediEvil) در سال ۲۰۰۳ نیز منتشر شد.

## داستان بازی
داستان بازی زمانی از آینده را روایت می‌کند که ربات‌ها و موجودات بیگانه به زمین حمله کرده‌اند و زمین را تسخیر نموده‌اند و قصد برداشتن تمام منابع کربن زمین را دارند، بازیکن در نقش ستوان رایلی وان بازی را انجام می‌دهد، رایلی یک سرباز نیمه انسان-نیمه ربات (سایبورگ) است که از اعضای مقاومت زیر زمینی می‌باشد و مأموریت وی نجات سیاره از دست بیگانگان است، زاویه دید بازی از نمای تیراندازی سوم شخص می‌باشد.

## نقد بازی
منتقدان زیادی بر این باور هستند زوایای دوربین و امکانات و سیستم مبارزه و سایر اجرای این بازی به نوعی از روی بازی سایفون فیلتر الهام و کپی برداری شده
این بازی از سوی منتقدان رتبه ۶۳ را کسب نموده و همه منتقدان اذعان داشته‌اند این بازی یک بازی اکشن به شدت متوسط است.